# Касас, Хайме
Хайме Касас или Жауме Касас и Касас (исп. Jaime Casas, кат. Jaume Casas i Casas, 30 ноября 1902, Тамарите-де-Литера — 1968, Барбастро) — испанский шахматист, национальный мастер.
Главных успехов добился в начале 1930-х гг. В 1931 г. стал серебряным призером чемпионата Каталонии. В 1932 г. победил в Национальном турнире, проходившем в Валенсии, и получил право оспаривать звание чемпиона Испании в матче с действующим обладателем титула Р. Реем Ардидом. Матч состоялся в следующем году в Барселоне и закончился поражением Касаса со счетом 1 : 5 (без ничьих).